# Le Ponthou
Le Ponthou [lə pɔ̃tu] (bretonisch Ar Pontoù) ist eine Ortschaft und eine Commune déléguée in der französischen Gemeinde Plouigneau mit 141 Einwohnern (Stand 1. Januar 2022) im Département Finistère.
Die Gemeinde Le Ponthou wurde am 1. Januar 2019 mit Plouigneau zur namensgleichen Commune nouvelle Plouigneau zusammengeschlossen. Sie hat seither den Status einer Commune déléguée.

## Lage
Der Ort befindet sich im Norden der Bretagne unweit der Atlantikküste. Morlaix liegt 13 Kilometer westlich, Brest 65 Kilometer westlich und Paris etwa 440 Kilometer östlich (Angaben in Luftlinie). Durch den Ort verläuft der Fluss Douron.

## Verkehr
Le Ponthou hatte an der Bahnstrecke Paris–Brest eine Haltestelle, die mittlerweile aber nicht mehr bedient wird. Nächste Bahnstationen sind Plouigneau und Plounérin an ebendieser Strecke.
Durch den Ort verlief die Nationalstraße N 12, die dort zur Departementsstraße D 712 abgestuft wurde. Die N 12 wurde autobahnähnlich vierstreifig ausgebaut und führt nun nördlich an Le Ponthou vorbei.

## Bevölkerungsentwicklung
| Jahr                       | 1962 | 1968 | 1975 | 1982 | 1990 | 1999 | 2010 | 2016 |
| Einwohner                  | 147  | 127  | 108  | 118  | 127  | 114  | 164  | 175  |
| Quellen: Cassini und INSEE |      |      |      |      |      |      |      |      |